# 蒙多雷
蒙多雷（法語：Montdoré，法語發音：[mɔ̃dɔʁe]）是法国上索恩省的一个市镇，属于吕尔区。

## 地理
蒙多雷（47°55'16"N, 6°4'49"E）面积7.59 平方千米，位于法国勃艮第-弗朗什-孔泰大區上索恩省，该省份为法国东部内陆省份，北起顺时针与孚日省、贝尔福地区省、杜省、汝拉省、科多尔省和上马恩省接壤。
与蒙多雷接壤的市镇（或旧市镇、城区）包括：塞勒、阿兰库尔、德芒日韦勒、波兰库尔和克莱尔方丹、沃维莱。

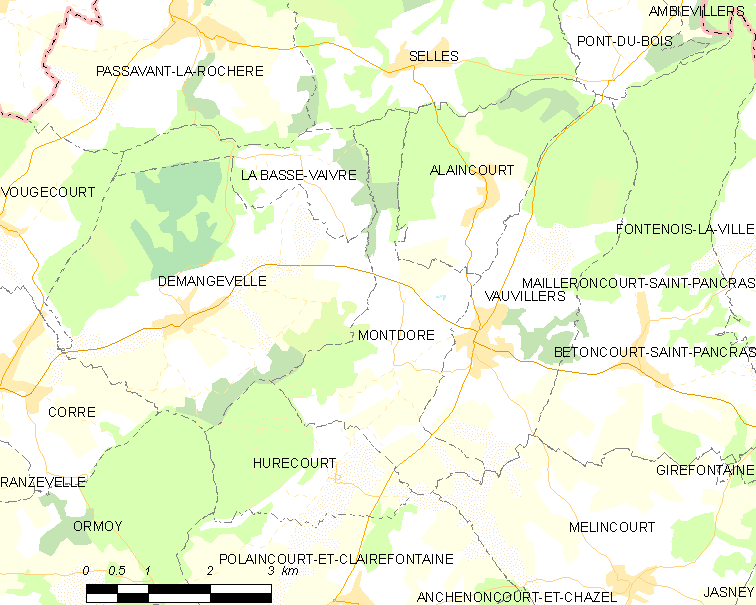
蒙多雷的OSM定位图

蒙多雷的时区为UTC+01:00、UTC+02:00（夏令时）。

## 行政
蒙多雷的邮政编码为70210，INSEE市镇编码为70360。

## 政治
蒙多雷所属的省级选区为瑞塞县。

## 人口

1962-2008年间蒙多雷人口变化图示

蒙多雷于2022年1月1日时的人口数量为70人。